# Kamratring
Även beteckning för lokalavdelning inom RSMH, se Riksförbundet för social och mental hälsa
Kamratring är en fingerring som fungerar som samhörighetstecken för till exempel medlemmar i en förening, värnpliktiga vid ett regemente eller medarbetare vid ett företag. 
Kamratringar var populära under 1930- och 1940-talen och såldes bland annat av postorderföretag genom småannonser i veckopress. Vanligen marknadsfördes kamratringarna inte av organisationerna själva, utan av fristående företag. Exempel på organisationer som hade kamratringar var Svenska Frisksportförbundet och Statens Järnvägar.